# سان بيير (الراين الأسفل)
سان بيير (بالفرنسية: Saint-Pierre, Bas-Rhin)‏ هي  بلدية فرنسية تقع في إقليم الراين الأسفل من منطقة ألزاس في شمال شرق فرنسا. تبلغ مساحة هذه المدينة 3.21 (كم²)، يبلغ عدد سكانها 604 نسمة حسب إحصاء المعهد الوطني للإحصاء والدراسات الاقتصادية سنة 2009 م. وترأس ألفرد بيكر ‏ البلدية خلال فترة (2001 - 2008).

## وصلات خارجية
- صفحة البلدية على موقع المعهد الوطني للإحصاء والدراسات الاقتصادية (بالفرنسية)